# Шутка Мецената
«Шутка Мецената» — юмористический роман А. Т. Аверченко, единственный в творческом наследии писателя. Книга, действие которой происходит в дореволюционном Петербурге в 1910-х годах, рассказывает о кружке молодых людей, группирующихся вокруг богача по прозвищу «Меценат», и их розыгрыша наивного приезжего юноши-поэта.
Этот роман с ключом был написан Аверченко летом 1923 года в Цоппоте. Печатался по частям в газете «Эхо» (Ковно), возглавляемой бывшим сатириконцем, писателем-юмористом А. Буховым.
Отдельным изданием роман вышел после смерти автора в издательстве «Пламя» в Праге в 1925 году. В России впервые опубликован московским издательством «Известия» в 1990 году.

## Сюжет
Меценат — скучающий аристократ средних лет, проводит время в окружении своих друзей, носящих прозвища Кузя, Телохранитель и Мотылёк. Это одарённые, но не очень удачливые молодые люди из богемной среды, которым Меценат покровительствует: помогает им деньгами, кормит обедом и т. д. Обычное занятие Мецената и его «клевретов» — сидя в гостиной прямо на полу, пить коньяк, вести беседы о литературе и подтрунивать друг над другом. Иногда компанию посещают и женщины — жена Мецената Вера Антоновна, которую в компании называют Принцесса, и Нина Иконникова («Яблонька в цвету») — очень милая и добрая девушка.
Однажды студент Новакович (он же Телохранитель) приводит в дом к Меценату начинающего поэта Шелковникова, молодого и наивного юношу, с которым познакомился в кафе, желая тем самым развлечь хозяина и посмеяться над поэтом-графоманом. Так как юноша очень миловиден, ему тут же придумывают прозвище Куколка. Куколка приходит в восторг от общества, в которое попал, и принимает за чистую монету все комплименты своему творчеству, не замечая, что над ним смеются.
После ухода Куколки компания затевает розыгрыш, который заключается в том, чтобы прославить Куколку, убедив весь Петербург в его гениальности. Меценат и его «клевреты» претворяют план в жизнь и всячески распространяют слухи о восходящей звезде литературы поэте Шелковникове. Также друзья устраивают шуточную коронацию Куколки в «короли поэтов». Непризнанный поэт Мотылёк, уволенный из журнала, рекомендует занять освободившееся место секретаря Куколке, в надежде насолить редактору, и тот следует совету «друга». Куколка становится популярным, ему предлагают должность редактора и собираются издать книгу его стихов. Компания с нетерпением ждёт разоблачения «дутой» звезды. Однако всё оборачивается иначе.
Куколка, сам того не желая, наносит по самолюбию каждого из друзей болезненные удары. Он жалуется Меценату, что в него влюбилась Принцесса, не подозревая, что эта женщина приходится Меценату женой. Оказывается, Принцесса, известная своею ленью и равнодушием ко всему на свете, впервые в жизни испытала сильное чувство именно к хорошенькому Куколке. Сам же Куколка влюбляется в Яблоньку, по которой сохнет Телохранитель, и та отвечает поэту взаимностью. Кузя тоже оказывается «пострадавшим» — он считает себя великим шахматистом, а Куколка неожиданно обыгрывает его в шахматы. Но больше всех страдает поэт Мотылёк, наблюдая, как бездарный Куколка добивается успеха там, где он сам потерпел фиаско.
Вышедшая книга Куколки пользуется большим успехом, и солидное издательство заказывает ему новый роман. Счастливый Куколка, так и не догадавшись, что должен был стать жертвой розыгрыша, приходит в дом к Меценату, объявляет о своей помолвке с Яблонькой и с воодушевлением благодарит «друзей» за помощь и поддержку.

### Персонажи
- Меценат — аристократ, покровительствующий богемной молодёжи. Зовут Борис, фамилия в романе не упоминается. Женат, жену любит, но живёт отдельно от супруги. Постоянно находится в поиске новых впечатлений, способных развеять его скуку.
- Кузя — молодой человек с жидкими усиками и голубыми глазами. Репортёр в «одной очень плохо читаемой газете». Отличается неимоверной ленью и умением хорошо играть в шахматы.
- Телохранитель (Новакович) — студент. Прозвище получил за свою необыкновенную физическую силу. Безответно влюблён в Яблоньку.
- Мотылёк — поэт, настоящее имя Паша Круглянский. Работает секретарём в журнале.
- Принцесса (Вера Антоновна) — жена Мецената. Патологически ленивая, но при этом очень красивая женщина.
- Куколка (Валентин Шелковников) — простодушный юноша, начинающий поэт, обладающий привлекательной «кукольной» внешностью.
- Яблонька (Нина Иконникова) — прекрасная внешне и душевно девушка, знакомая Мецената и его друзей.
- Анна Матвеевна — пожилая служанка Мецената. Часто ворчит, но относится к хозяину с теплотой и заботой. «Клевреты» Мецената называют её Кальвия Криспинилла.

### Прототипы
Как и повесть «Подходцев и двое других», книга основана на событиях и образах, которые были связаны с журналом «Сатирикон». Комментаторы отмечают, что в чертах героев романа можно увидеть детали внешнего облика и характеров создателей журнала: А. А. Радакова, самого Аверченко, художника Ре-Ми, поэта А. Рославлева и других. Радаков позже признался, что, прочитав роман, «горько заплакал — так живо вспомнилась ему их весёлая и бесшабашная молодая компания».
Прототипом Мецената, по некоторым предположениям, является Б. Н. Башкиров (также в него автор вложил свои черты), а поэта Куколки — Сергей Есенин. Первоначальный вариант названия книги — «Карьера Куколки». Исследователь творчества писателя пишет: «На первый взгляд, этот сюжет — всего лишь развитие темы старого рассказа Аверченко „Золотой век“ (1910), герой которого мечтал о славе, а знакомый журналист со знанием дела устроил ему писательскую „карьеру“ одними заметками в газетах. Есть и другие заимствования Аверченко у самого себя: из рассказов 1910-х г.г. он перенёс в роман имя и характер Новаковича, анекдотические эпизоды, связанные с гомерической ленью Кузи, и некоторые другие моменты. Однако совершенно очевидно, что это ностальгический, эмигрантский роман, и автор собрал в нём людей, которые ему были чем-то памятны. (…) в романе нет ни одного персонажа, имеющего единственный прообраз. Каждый — мозаика, собранная из черт разных людей и литературных персонажей. Новакович, скорее всего, унаследовал мускулы и студенческий мундир поэта-сатириконца П. П. Потёмкина, который во время работы в журнале учился в Санкт-Петербургском университете. Свою способность на лету придумывать забавные истории и божиться, что „так и было“, этот герой, вероятно, позаимствовал у художника-сатириконца А. А. Радакова, славившегося своими историями, над которыми больше всех смеялся он сам, либо у поэта-сатириконца А. С. Рославлева. У Петра Потёмкина была страсть к шахматам — её Аверченко передал Кузе, прозвище которого бывшим петербуржцам, близким к литературно-богемным кругам, могло иронически намекать на поэта М. А. Кузмина. Морщины Мотылька могли принадлежать А. С. Грину, бесприютному и мрачному новосатириконцу, который к тому же, подобно этому герою, приходил в редакцию, неизменно произнося: „А я к вам на огонёк зашел!“».

## Постановки
- Радиоспектакль. Озвучили: Сергей Юрский, Геннадий Бортников, Олег Форостенко, Дмитрий Филимонов.
- Театр Маяковского, 1992. В роли Мецената — Александр Лазарев[4].
- Спектакль «Куколка», Краснодарский муниципальный молодёжный театр, режиссёр Лариса Малеванная, 2009[5].